# Tim Sweeney
Timothy Paul "Tim" Sweeney, född 12 april 1967, är en amerikansk före detta professionell ishockeyforward som tillbringade åtta säsonger i den nordamerikanska ishockeyligan National Hockey League (NHL), där han spelade för ishockeyorganisationerna Calgary Flames, Boston Bruins, Mighty Ducks of Anaheim och New York Rangers. Han producerade 138 poäng (55 mål och 83 assists) samt drog på sig 123 utvisningsminuter på 291 grundspelsmatcher. Sweeney spelade även på lägre nivåer för Providence Bruins och Hartford Wolf Pack i American Hockey League (AHL), Salt Lake Golden Eagles i International Hockey League (IHL) och Boston College Eagles (Boston College) i National Collegiate Athletic Association (NCAA).
Han draftades i sjätte rundan i 1985 års draft av Calgary Flames som 122:a spelare totalt.
Efter den aktiva spelarkarriären har han varit bland annat talangscout för Minnesota Wild mellan 2001 och 2005.

## Statistik
| 1983–1984   | Weymouth High School          |             | 23  | 33 | 26  | 59  | —   | —  | —  | —  | —  | — |
| 1984–1985   | Weymouth High School          |             | 22  | 32 | 56  | 88  | —   | —  | —  | —  | —  | — |
| 1985–1986   | Boston College Eagles         | NCAA        | 32  | 8  | 4   | 12  | 8   | —  | —  | —  | —  | — |
| 1986–1987   | Boston College Eagles         | NCAA        | 38  | 31 | 16  | 49  | 28  | —  | —  | —  | —  | — |
| 1987–1988   | Boston College Eagles         | NCAA        | 18  | 9  | 11  | 20  | 18  | —  | —  | —  | —  | — |
| 1988–1989   | Boston College Eagles         | NCAA        | 39  | 29 | 44  | 73  | 26  | —  | —  | —  | —  | — |
| 1989–1990   | Salt Lake Golden Eagles       | IHL         | 81  | 46 | 51  | 97  | 32  | 11 | 5  | 4  | 9  | 4 |
| 1990–1991   | Clagary Flames                | NHL         | 42  | 7  | 9   | 16  | 8   | —  | —  | —  | —  | — |
|             | Salt Lake Golden Eagles       | IHL         | 31  | 19 | 16  | 35  | 8   | 4  | 3  | 3  | 6  | 0 |
| 1991–1992   | Calgary Flames                | NHL         | 11  | 1  | 2   | 3   | 4   | —  | —  | —  | —  | — |
|             | USA:s herrlandslag i ishockey |             | 21  | 9  | 11  | 20  | 10  | —  | —  | —  | —  | — |
| 1992–1993   | Boston Bruins                 | NHL         | 14  | 1  | 7   | 8   | 6   | 3  | 0  | 0  | 0  | 0 |
|             | Providence Bruins             | AHL         | 60  | 41 | 55  | 96  | 32  | 3  | 2  | 2  | 4  | 0 |
| 1993–1994   | Mighty Ducks of Anaheim       | NHL         | 78  | 16 | 27  | 43  | 49  | —  | —  | —  | —  | — |
| 1994–1995   | Mighty Ducks of Anaheim       | NHL         | 13  | 1  | 1   | 2   | 2   | —  | —  | —  | —  | — |
|             | Providence Bruins             | AHL         | 2   | 2  | 2   | 4   | 0   | 13 | 8  | 17 | 25 | 6 |
| 1995–1996   | Boston Bruins                 | NHL         | 41  | 8  | 8   | 16  | 14  | 1  | 0  | 0  | 0  | 2 |
|             | Providence Bruins             | AHL         | 34  | 17 | 22  | 39  | 12  | —  | —  | —  | —  | — |
| 1996–1997   | Boston Bruins                 | NHL         | 36  | 10 | 11  | 21  | 14  | —  | —  | —  | —  | — |
|             | Providence Bruins             | AHL         | 23  | 11 | 22  | 33  | 6   | —  | —  | —  | —  | — |
| 1997–1998   | New York Rangers              | NHL         | 56  | 11 | 18  | 29  | 26  | —  | —  | —  | —  | — |
|             | Hartford Wolf Pack            | AHL         | 7   | 2  | 6   | 8   | 8   | —  | —  | —  | —  | — |
| 1998–1999   | Providence Bruins             | AHL         | 2   | 0  | 0   | 0   | 0   | —  | —  | —  | —  | — |
| NHL totalt  | NHL totalt                    | NHL totalt  | 291 | 55 | 83  | 138 | 123 | 4  | 0  | 0  | 0  | 2 |
| AHL totalt  | AHL totalt                    | AHL totalt  | 128 | 73 | 107 | 180 | 58  | 16 | 10 | 19 | 29 | 6 |
| IHL totalt  | IHL totalt                    | IHL totalt  | 112 | 65 | 67  | 132 | 40  | 15 | 8  | 7  | 15 | 4 |
| NCAA totalt | NCAA totalt                   | NCAA totalt | 127 | 77 | 75  | 154 | 80  | —  | —  | —  | —  | — |

### Internationellt
| Källa: Utv = Utvisningsminuter | Källa: Utv = Utvisningsminuter | Källa: Utv = Utvisningsminuter |         |     |         |       |     |  |
| År                             | Lag                            | Mästerskap                     | Matcher | Mål | Assists | Poäng | Utv |  |
| ------------------------------ | ------------------------------ | ------------------------------ | ------- | --- | ------- | ----- | --- |  |
| 1992                           | USA                            | OS                             | 8       | 3   | 4       | 7     | 6   |  |
| 1994                           | USA                            | VM                             | 8       | 3   | 2       | 5     | 0   |  |
| Totalt                         | Totalt                         | Totalt                         | 16      | 6   | 6       | 12    | 6   |  |